# Shue Ming-fa
Shue Ming-fa (nascido em 2 de novembro de 1950) é um ex-ciclista taiwanês que competiu no ciclismo nos Jogos Olímpicos de Verão de 1972.